# Alfa Romeo Berlina
De Alfa Romeo Berlina, of eerst Alfa Romeo 1750 en later Alfa Romeo 2000, was een sedan van het Italiaanse automerk Alfa Romeo. De Berlina werd gebouwd tussen 1968 en 1977 en was de grootste sedan die het automerk toen aanbood.
De Alfa Romeo Berlina zag het levenslicht in 1967 als opvolger van de grootste Alfa Romeo Giulia berlines. De Berlina was getekend door Bertone en kreeg een 1779 cc motor die goed was voor een maximaal vermogen van 118 pk. De wagen werd zowel Berlina als 1750 genoemd, verwijzend naar de Alfa Romeo 6C 1750's. De motor van de 1750 werd ook gebruikt in de sportieve coupés van Alfa Romeo, wat resulteerde in de 1750 GTV en 1750 GTAm. Met de 1750 GTAm werd onder andere het European Touring Car Championship van 1970 gewonnen. Ook de Alfa Romeo Spider kreeg vanaf 1967 de 1779 cc motor uit de 1750.
In 1971 kreeg de Berlina een grotere 1962 cc motor (132 pk) en de naam 1750 veranderde naar 2000. De 1750 bleef wel nog in beschikbaar tot 1972, tot die werd opgevolgd door de Alfa Romeo Alfetta. De 2000 bleef nog in productie tot 1977. Ook van de 2000 werden weer een GTV en GTAm versie gemaakt en ook de Spider werd weer voorzien van deze nieuwe Berlina motor.